# Philus lumawigi
Philus lumawigi é uma espécie de coleóptero da tribo Philiini (Philinae); distribuídos apenas em Filipinas.

## Sistemática
- Ordem Coleoptera
  - Subordem Polyphaga
    - Infraordem Cucujiformia
      - Superfamília Chrysomeloidea
        - Família Vesperidae
          - Subfamília Philinae
            - Tribo Philiini
              - Gênero Philus
                - Philus lumawigi (Hüdepohl, 1990)